# Félix Martin-Feuillée
Pour les articles homonymes, voir Félix Martin, Martin et Feuillée (homonymie).
Félix Martin-Feuillée, né le 25 novembre 1830 à Rennes et mort le 5 août 1898 à Derval, est un homme politique français.

## Biographie
Félix Martin-Feuillée est le fils  Joseph Martin-Feuillée, avocat, administrateur des Hospices de Rennes, et de Zoé Noury. 
Il étudie à l'université de Rennes où il obtient sa licence en 1854 puis son doctorat. Il s'inscrit au barreau de Rennes.
Marié avec Anaïs Malherbe, il est le père du préfet Félix Joseph Martin-Feuillée.

## Mandats

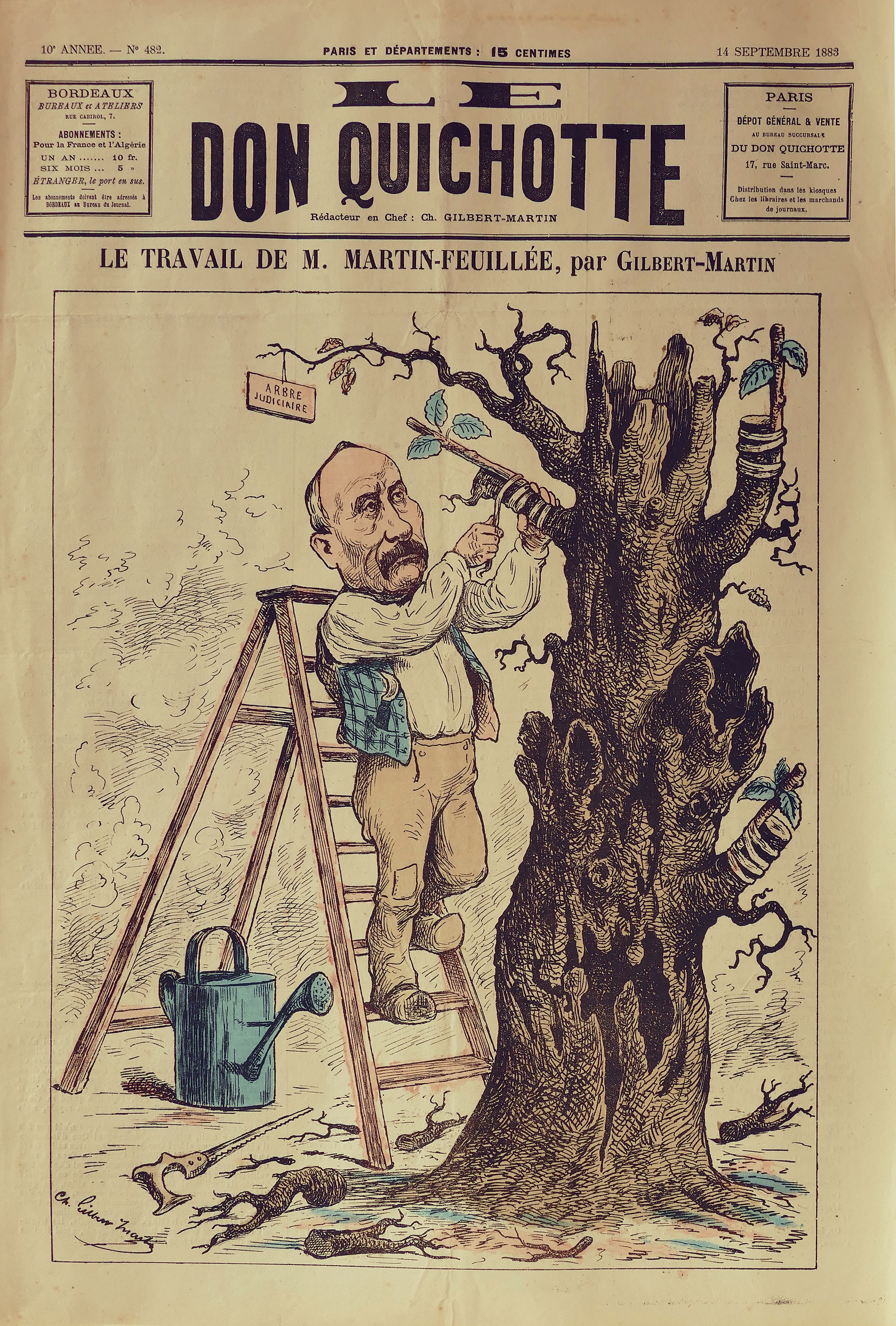
Martin-Feuillée caricature par Charles Gilbert-Martin pour le numéro 482 du Don Quichotte, 1883.

- Député d'Ille-et-Vilaine de 1876 à 1889. En mai 1877, il est l'un des signataires du manifeste des 363.
- Sous-secrétaire d'État à l'Intérieur et aux cultes du 4 mars au 28 décembre 1879 dans le gouvernement Waddington
- Sous-secrétaire d'État à la Justice du 29 décembre 1879 au 30 janvier 1882 dans les gouvernements Léon Gambetta, Jules Ferry 1 et Jules Ferry 2
- Ministre de la Justice du 21 février 1883 au 6 avril 1885 dans le gouvernement Jules Ferry 2
- Président du conseil général d'Ille-et-Vilaine de 1871 à 1889.
- Conseiller général du canton de Châteaugiron de 1867 à 1889.

## Distinctions
- Chevalier de la Légion d'honneur

## Sources
- « Félix Martin-Feuillée », dans Adolphe Robert et Gaston Cougny, Dictionnaire des parlementaires français, Edgar Bourloton, 1889-1891 [détail de l’édition]